# Anton Kahlert

Anton Kahlert

Anton Joseph Kahlert (* 18. November 1804 in Neurode, Provinz Schlesien; † 6. November 1880 in Wien) war ein deutscher Gymnasiallehrer und Abgeordneter.

## Leben
Nach einem Studium der Katholischen Theologie und der Philologie an der Universität Breslau von 1826 bis 1831 war Kahlert zunächst Lehrer am Königlichen Katholischen Gymnasium in Glatz, dann in Breslau. Von 1837 bis 1852 wirkte er als Gymnasialoberlehrer in Leobschütz. 1842 wurde er an der Universität Jena zum Dr. phil. promoviert.
Von 1852 bis 1859 war er provisorischer Leiter des Staatsgymnasiums in Czernowitz. Anschließend war er bis zum Ruhestand 1875 Lehrer und Bibliothekar am Akademischen Gymnasium in Wien.
Er war vom 18. Mai 1848 bis 21. Mai 1849 Mitglied der Frankfurter Nationalversammlung für die Provinz Schlesien in Leobschütz in der Fraktion Pariser Hof.

## Veröffentlichungen
- Erinnerungen an Italien besonders an Rom. Aus dem Reise-Tagebuche. Breslau 1843 (Digitalisat).
- Reiseschilderungen aus Deutschland und der Schweiz. Breslau 1845 (Digitalisat).